# Digão
Rodrigo Izecson dos Santos Leite (Brazíliaváros, 1985. október 14.), vagy ismertebb nevén Digão, brazil labdarúgó, hátvéd a Milan-ban.
A Digão becenevet még gyerekkorában kapta. Kezdetben Digo-nak becézték a Rodrigo után, majd ebből alakult ki a Digão.

## Családja
Édesapja és egyben menedzsere, Bosco Izecson Pereira Leite építészmérnök. Édesanyja, Simone Cristina dos Santos Leite tanárnő.
Bátyja a 2007-ben Aranylabdát, és a Milannal Bajnokok Ligáját, Klub-világbajnokságot, és Európai Szuperkupát nyert Kaká.
Még nőtlen.

## Pályafutása
2003 és 2004 között a Sao Paulo FC-ben játszott az ifiknél. Innen 2004-ben leigazolta az AC Milan, ahol egy szezont játszott, ugyancsak az ifiknél.
A Milan kölcsönadta a Serie B-ben szereplő Rimininek, ahol 2005 és 2007 között játszott. 23 meccsen szerepelt, és egy gólt szerzett.
2007-ben visszatérhetett a Milanhoz. A 2007–2008-as szezonban egy meccsen játszott. Március elején a Lazio ellen (Marek Jankulovskit váltotta az 1:1-re végződött találkozón).
A 2008/2009-es szezonra kölcsönadták a belga Standard de Liège-nek. E szezon után újra visszatért Milánóba. Itt ismételten kölcsönadták a 2009/2010-es szezonban a másodosztályú Lecce csapatának, mivel a Lecce a feljutásért küzdött. Itt Digao kevés játéklehetőséget kapott, mindössze 20 percet két mérkőzés alatt. A Milan ennek tudatában visszarendelte, hogy újra kölcsönadhassa egy szintén másodosztályú csapatnak, a Calcio Crotonet-nek, ami a kiesés ellen küzd.